# Mike Montgomery (basket-ball)
Pour les articles homonymes, voir Mike Montgomery.
Mike Montgomery, né le 27 février 1947, à Long Beach, en Californie, est un ancien entraîneur américain de basket-ball.

## Palmarès
- Champion NIT 1991
- Entraîneur de l'année Naismith College 2000